# Камрін Граймс
Камрін Граймс (англ. Camryn Grimes; (7 січня 1990 , Ван-Найс, Каліфорнія ) — американська актриса.

## Особисте життя
Народилася 1990 року в родині Престона Лі та Хезер Граймс, старшою з семи братів і сестер: Камрін, Дакота, Шелбі, Метті, Райдер, Пайпер та Петтон .

## Кар'єра
Виконувала роль Кесси Ньюман у серіалі «Молоді та зухвалі» починаючи з 1997 року. У 2000 році у віці 10 років стала наймолодшим переможцем Денної премії «Еммі» у категорії «Видатна молода актриса в драматичному серіалі». Раніше цю премію свого часу отримала акторка Кімберлі Маккалло у віці 11 років. У травні 2005 року персонажа Граймса було прибрано з шоу через те, що героїня Гемрін за сюжетом гине від травм, отриманих в автокатастрофі. Пізніше її персонаж з'являвся у серіях як привида. У 2014 році вона повернулася до серіалу з новою роллю дівчини, схожої за характером з Кессі, Мерайя Купленд, яка як пізніше з'ясувалося в серіалі, є сестрою-близнюком Кессі. 5 травня 2015 року стало відомо про те, що Граймс підписала контракт із серіалом «Молоді та зухвалі».
У 2001 році Граймс знялася у фільмі «Пароль „Риба-меч“» разом з Г'ю Джекманом, Геллі Беррі та Джоном Траволтою. Також знялася в таких телесеріалах як, «Медіум», «Військово-юридична служба» та «Швидка допомога», кастинг на який проводив її дядько по материнській лінії, — Скотт Граймс.

## Фільмографія
| Рік  | Назва              | Роль               | Примітки                                   |
| ---- | ------------------ | ------------------ | ------------------------------------------ |
| 2001 | Пароль «Риба-меч»  | Холлі Джобсон      |                                            |
| 2005 | Паперові пакети    | Дочка              | Короткометражка                            |
| 2012 | Супер Майк         | Дівчина-іменинниця |                                            |
| 2013 | AWOL               | Люсія              | Короткометражка; також виконавчий продюсер |
| 2016 | Я б убив за це     | Трейсі             | Короткометражка                            |
| 2022 | Міккі рятує Різдво | Місіс Клаус        | Короткометражка                            |

| Рік  | Назва                         | Роль                           | Примітки                                                   |
| ---- | ----------------------------- | ------------------------------ | ---------------------------------------------------------- |
| 1997 | Військово-юридична служба     | Ліза Франкель                  | Епізод: «Військовий суд Сандри Гілберт»                    |
| 1997 | Молоді та зухвалі             | Кессі Ньюман, Мерайя Купленд   | - Роли: 1997—2007, 2009-10, 2013-14 - Роли: 2014—настоящее |
| 2000 | Секретний обмін               | Рейчел                         | Телефільм                                                  |
| 2005 | Медіум                        | Шарона                         | Епізод: «Скоро»                                            |
| 2005 | Швидка допомога               | Ерін Шорт                      | Епізод: «Один у натовпі»                                   |
| 2008 | Та що розмовляє із привидами  | Діана Моррісон                 | Епізод: «Родовід»                                          |
| 2009 | Детектив Раш                  | Една Рід 1944                  | Епізод: «WASP»                                             |
| 2010 | Морська поліція: Лос-Анджелес | Дін Фарлі                      | Епізод: «Спеціальна доставка»                              |
| 2011 | Домогтися чи зламатися        | Сюзанна                        | Епізод: «Система друзів»                                   |
| 2014 | Менталіст                     | Дінн Прайс                     | Епізод: «Форест Грін»                                      |
| 2016 | Царство тварин                | Жасмін                         | Епізод: «Помри для мене»                                   |
| 2017 | The Get                       | Pregnant Amy                   | Телефільм                                                  |
| 2019 | NCIS: Полювання на вбивць     | Морський капрал Лейні Алімонте | Епізод: «Прокинься»                                        |
| 2022 | Хом'як і Ґретель              | Тіна (голос)                   | Епізод: «Ночі з ворогом»                                   |

## Нагороди та номінації
| Рік  | Премія              | Номінація                                                           | Назва номінованої роботи | Результат | Джерела |
| ---- | ------------------- | ------------------------------------------------------------------- | ------------------------ | --------- | ------- |
| 1998 | Денна премія «Еммі» | Outstanding Younger Actress in a Drama Series                       | Молоді та зухвалі        | Номінація | [ 6 ]   |
| 1998 | Молодий актор       | Best Performance in Daytime Drama: Young Performers (Male & Female) | Молоді та зухвалі        | Номінація | [ 7 ]   |
| 1998 | YoungStar Award     | Best Young Actress in a Daytime TV Program                          | Молоді та зухвалі        | Номінація | [ 8 ]   |
| 1999 | Денна премія «Еммі» | Outstanding Younger Actress in a Drama Series                       | Молоді та зухвалі        | Номінація | [ 9 ]   |
| 1999 | Young Artist Award  | Best Performance in Daytime Serial: Young Performer                 | Молоді та зухвалі        | Номінація | [ 10 ]  |
| 2000 | Денна премія «Еммі» | Outstanding Younger Actress in a Drama Series                       | Молоді та зухвалі        | Перемога  | [ 11 ]  |
| 2000 | YoungStar Award     | Best Young Actress in a Daytime TV Program                          | Молоді та зухвалі        | Номінація | [ 12 ]  |
| 2006 | Денна премія «Еммі» | Outstanding Younger Actress in a Drama Series                       | Молоді та зухвалі        | Номінація | [ 13 ]  |
| 2018 | Денна премія «Еммі» | Outstanding Supporting Actress in Drama Series                      | Молоді та зухвалі        | Перемога  | [ 14 ]  |